# Хвалкув
Хвалкув (пол. Chwałków) — село в Польщі, у гміні Марциновиці Свідницького повіту Нижньосілезького воєводства.
Населення — 405 осіб (2011).
У 1975-1998 роках село належало до Валбжиського воєводства.

## Демографія
Демографічна структура станом на 31 березня 2011 року:
|          | Загалом | Допрацездатний вік | Працездатний вік | Постпрацездатний вік |
| -------- | ------- | ------------------ | ---------------- | -------------------- |
| Чоловіки | 186     | 37                 | 130              | 19                   |
| Жінки    | 219     | 50                 | 128              | 41                   |
| Разом    | 405     | 87                 | 258              | 60                   |